# Nguyễn Anh Tuấn (Hà Nội)
Nguyễn Anh Tuấn (sinh năm 1957 tại huyện Đan Phượng, Hà Nội) là Thiếu tướng Công an nhân dân Việt Nam. Ông từng giữ chức vụ Cục trưởng Cục Cảnh sát điều tra tội phạm ma túy (C47), Bộ Công an Việt Nam.

## Tiểu sử
Nguyễn Anh Tuấn sinh năm 1957 tại huyện Đan Phượng, Hà Nội.
Ông công tác trong ngành công an 43 năm, trong lực lượng cảnh sát điều tra tội phạm về ma túy 20 năm.
Ông đã cùng lực lượng này phá hàng trăm đường dây buôn bán ma túy lớn như các vụ Nguyễn Văn Tám, vụ Nguyễn Đức Lượng, vụ Trịnh Nguyên Thủy, vụ Cao Thị Lan, chỉ huy chuyên án 096N vận chuyển trái phép 25.000 bánh heroin và hàng chục kg ma túy đá tổng hợp.
Ngày 4 tháng 6 năm 2014, thiếu tướng Nguyễn Anh Tuấn, cục trưởng C47 đã phát động phong trào thi đua "Chung sức vì biển, đảo quê hương".
Tháng 1 năm 2018, ông nghỉ hưu. Chức vụ cuối cùng của ông là Cục trưởng Cục Cảnh sát điều tra tội phạm ma túy (C47), Bộ Công an Việt Nam.